# Station Sint-Job
Station Sint-Job (Frans: Saint-Job) is een spoorweghalte langs spoorlijn 26 (Schaarbeek - Halle) in Sint-Job in het zuidoosten van de Brusselse gemeente Ukkel (België).
Bovengronds heeft tramlijn 92 (Schaarbeek - Fort Jaco) een halte aan het station. Ook de MIVB-buslijn 60 en De Lijn-bus 134 stoppen er.

## Treindienst
| Serie | Treinsoort | Route | Bijzonderheden |
| ----- | ---------- | --- | --- |
| S 5   | GEN (NMBS) | [ Geraardsbergen – ] Edingen – Halle – Sint-Job – Brussel-Schuman – Vilvoorde – Mechelen                          | Rijdt in de spits van/naar Geraardsbergen. Rijdt in het weekend tussen Halle en Mechelen. Rijdt tijdens de vakantieperiode 1x/u enkel tussen Halle en Mechelen. |
| S 7   | GEN (NMBS) | Halle – Sint-Job – Merode – Vilvoorde                                                                             | Rijdt alleen op werkdagen. |
| S 9   | GEN (NMBS) | Landen – Leuven – Brussel-Schuman – Sint-Job – Nijvel                                                             | Rijdt alleen op werkdagen. |
| S 19  | GEN (NMBS) | [ Leuven – ] Brussels Airport-Zaventem – Brussel-Luxemburg – Sint-Job – Eigenbrakel – Nijvel – Charleroi-Centraal | Rijdt in het weekend tussen Leuven en Nijvel. |

## Fotogalerij

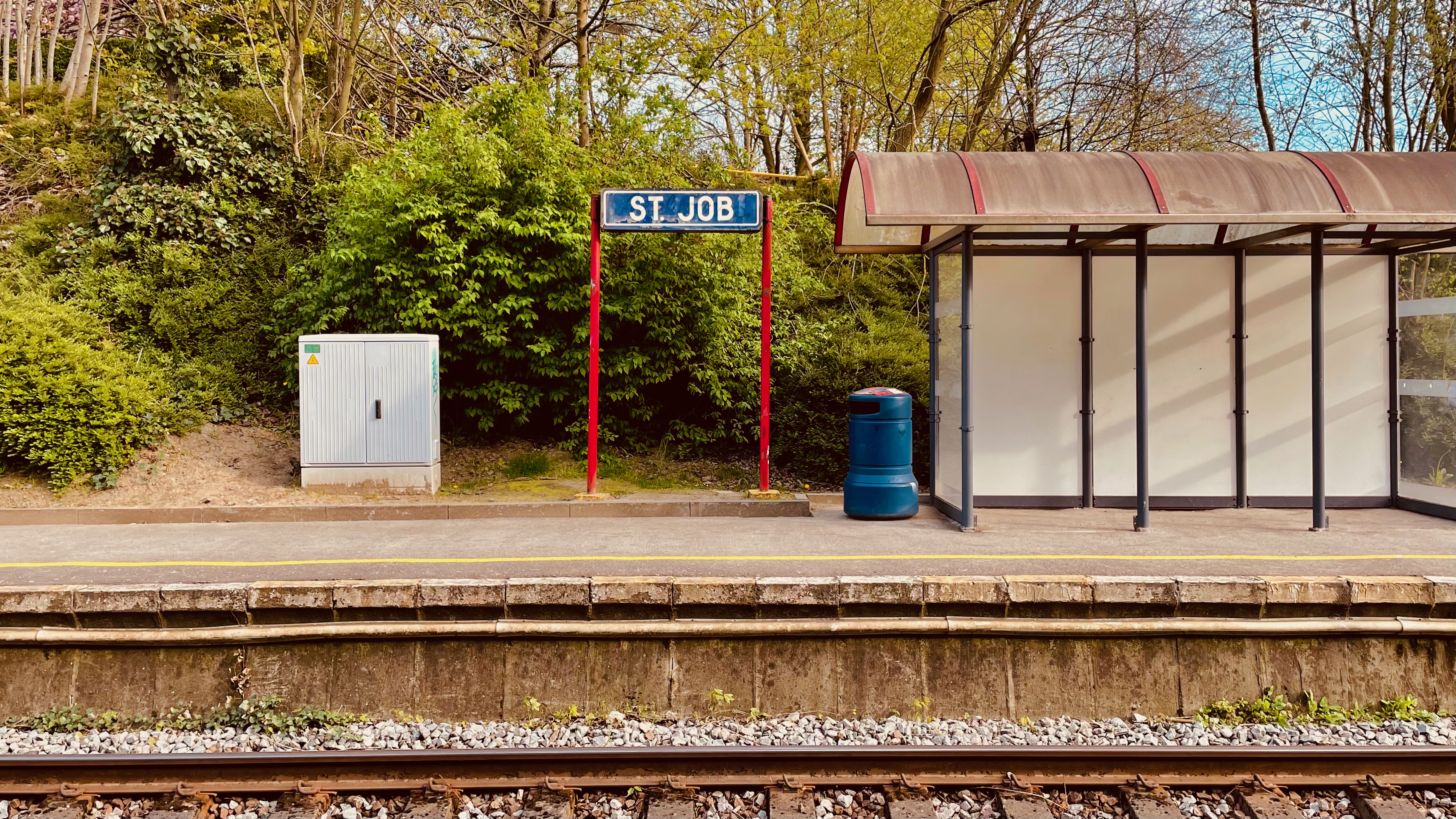
Naambord op een perron
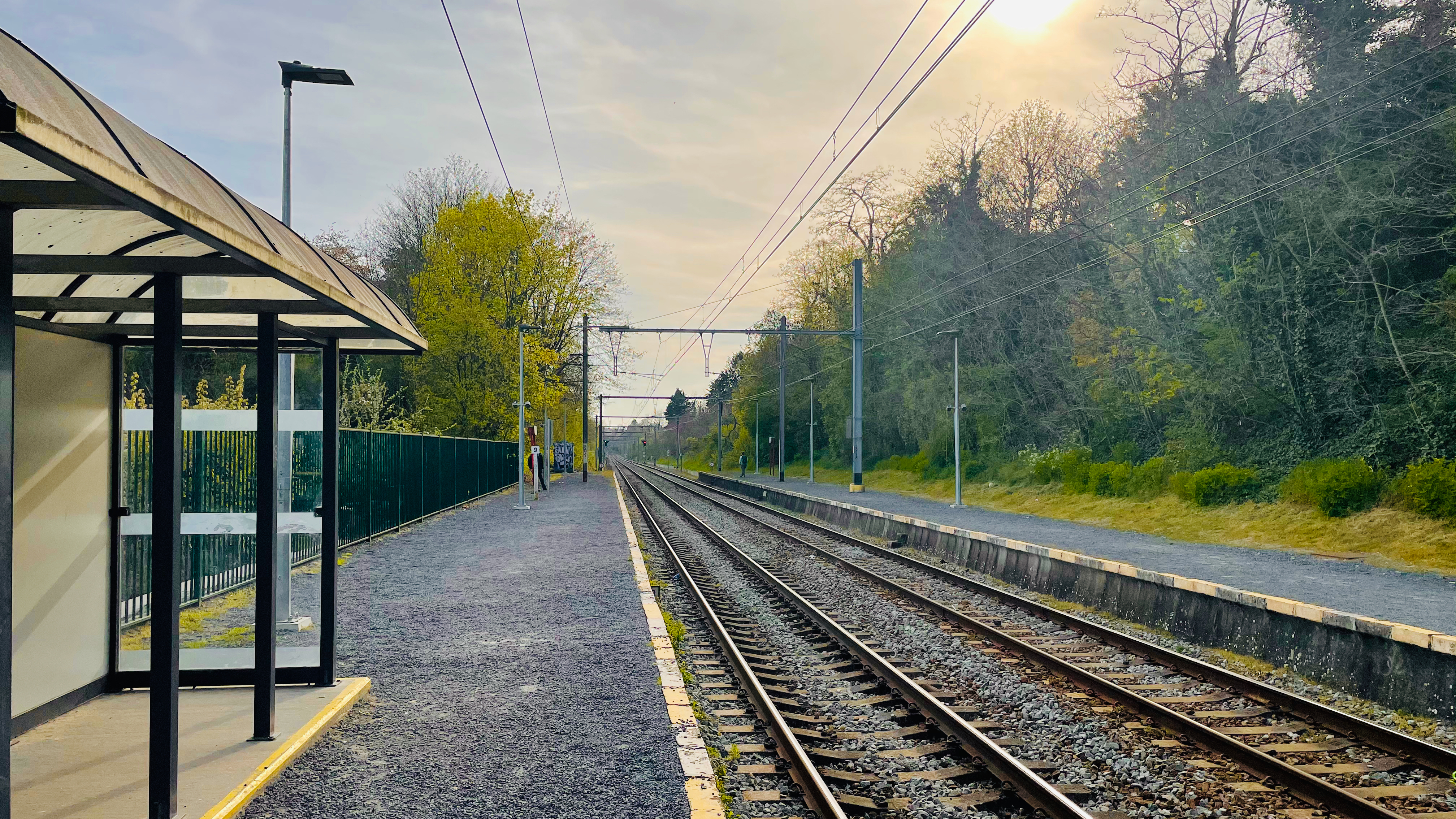
Zicht op de perrons

## Reizigerstellingen
De grafiek en tabel geven het gemiddeld aantal instappende reizigers weer op een week-, zater- en zondag.
| Tabel: aantal instappende reizigers station Sint-Job | Tabel: aantal instappende reizigers station Sint-Job | Tabel: aantal instappende reizigers station Sint-Job | Tabel: aantal instappende reizigers station Sint-Job |
|                                                      | Weekdag                                              | Zaterdag                                             | Zondag                                               |
| ---------------------------------------------------- | ---------------------------------------------------- | ---------------------------------------------------- | ---------------------------------------------------- |
| 1977                                                 | 195                                                  | -                                                    | -                                                    |
| 1978                                                 | 243                                                  | -                                                    | -                                                    |
| 1979                                                 | 194                                                  | -                                                    | -                                                    |
| 1980                                                 | 236                                                  | -                                                    | -                                                    |
| 1981                                                 | 253                                                  | -                                                    | -                                                    |
| 1982                                                 | 310                                                  | -                                                    | -                                                    |
| 1983                                                 | 237                                                  | -                                                    | -                                                    |
| 1984                                                 | 186                                                  | -                                                    | -                                                    |
| 1985                                                 | 186                                                  | -                                                    | -                                                    |
| 1986                                                 | 149                                                  | -                                                    | -                                                    |
| 1987                                                 | 245                                                  | -                                                    | -                                                    |
| 1988                                                 | 234                                                  | -                                                    | -                                                    |
| 1989                                                 | 263                                                  | -                                                    | -                                                    |
| 1990                                                 | 236                                                  | -                                                    | -                                                    |
| 1991                                                 | 269                                                  | -                                                    | -                                                    |
| 1992                                                 | 300                                                  | -                                                    | -                                                    |
| 1993                                                 | 346                                                  | -                                                    | -                                                    |
| 1994                                                 | 438                                                  | -                                                    | -                                                    |
| 1995                                                 | 558                                                  | -                                                    | -                                                    |
| 1996                                                 | 584                                                  | -                                                    | -                                                    |
| 1997                                                 | 597                                                  | -                                                    | -                                                    |
| 1998                                                 | 595                                                  | -                                                    | -                                                    |
| 1999                                                 | 576                                                  | -                                                    | -                                                    |
| 2000                                                 | 725                                                  | -                                                    | -                                                    |
| 2001                                                 | 709                                                  | -                                                    | -                                                    |
| 2002                                                 | 617                                                  | -                                                    | -                                                    |
| 2003                                                 | 690                                                  | -                                                    | -                                                    |
| 2004                                                 | 797                                                  | -                                                    | -                                                    |
| 2005                                                 | 797                                                  | -                                                    | -                                                    |
| 2006                                                 | 897                                                  | -                                                    | -                                                    |
| 2007                                                 | 965                                                  | -                                                    | -                                                    |
| 2008                                                 | -                                                    | -                                                    | -                                                    |
| 2009                                                 | 829                                                  | -                                                    | -                                                    |
| 2010                                                 | -                                                    | -                                                    | -                                                    |
| 2011                                                 | -                                                    | -                                                    | -                                                    |
| 2012                                                 | 849                                                  | -                                                    | -                                                    |
| 2013                                                 | 911                                                  | -                                                    | -                                                    |
| 2014                                                 | 898                                                  | -                                                    | -                                                    |
| 2015                                                 | 718                                                  | -                                                    | -                                                    |
| 2016                                                 | 732                                                  | -                                                    | -                                                    |
| 2017                                                 | 904                                                  | -                                                    | -                                                    |
| 2018                                                 | 991                                                  | 156                                                  | 127                                                  |
| 2019                                                 | 956                                                  | 99                                                   | 117                                                  |
| 2020                                                 | 715                                                  | 148                                                  | 121                                                  |
| 2021                                                 | -                                                    | -                                                    | -                                                    |
| 2022                                                 | 1 148                                                | 233                                                  | 190                                                  |
| 2023                                                 | 664                                                  | 129                                                  | 114                                                  |
| 2024                                                 | 772                                                  | 132                                                  | 118                                                  |